# Luis Héctor Villalba
Luis Héctor Villalba (Buenos Aires, 11 oktober 1934) is een Argentijns geestelijke en een kardinaal van de Rooms-Katholieke Kerk.
Villalba werd op 24 september 1960 tot priester gewijd. Op 20 oktober 1984 werd hij benoemd tot hulpbisschop van Buenos Aires en tot titulair bisschop van Aufinium; zijn bisschopswijding vond plaats op 22 december 1984.
Op 16 juli 1991 werd Villalba benoemd tot bisschop van San Martín. Op 8 juli 1999 volgde zijn benoeming tot aartsbisschop van Tucumán.
Villalba ging op 10 juni 2011 met emeritaat.
Villalba werd tijdens het consistorie van 14 februari 2015 kardinaal gecreëerd. Hij kreeg de rang van kardinaal-priester. Zijn titelkerk werd de San Girolamo a Corviale. Omdat hij op het moment van creatie ouder was dan tachtig jaar is hij niet kiesgerechtigd bij een toekomstig conclaaf.
- Virtual International Authority File: 171145003299561301856